# Калајево (Лукавац)
Калајево је насељено мјесто у граду Лукавац, Босна и Херцеговина.

## Становништво
|             | 2013.       | 1991.        |
| Укупно      | 69 (100,0%) | 163 (100,0%) |
| Хрвати      | 52 (75,36%) | 109 (66,87%) |
| Бошњаци     | 10 (14,49%) | 18 (11,04%)1 |
| Срби        | 4 (5,797%)  | 5 (3,067%)   |
| Босанци     | 2 (2,899%)  | –            |
| Муслимани   | 1 (1,449%)  | –            |
| Остали      | –           | 18 (11,04%)  |
| Југословени | –           | 13 (7,975%)  |

1. 1 На пописима од 1971. до 1991. Бошњаци су пописивани углавном као Муслимани.